# تي-موبايل ماي توج 4G
تي-موبايل ماي توج 4G (بالإنجليزية: T-Mobile myTouch 4G)‏ هو هاتف ذكي من إتش تي سي يعمل بنظام أندرويد، تم طرحه في الأسواق في 3 نوفمبر 2010.

## الخصائص
- نظام التشغيل: أندرويد
- الكاميرا الخلفية: 5 ميجابكسل
- الشاشة: إل سي دي
- الوزن: 5.4 أونصة (150 غ)
- المعالج: 1 جيجا هرتز
- الذاكرة: 768 ميجابايت رام
- التخزين: 1 جيجابايت